# U-184
U-184 je bila nemška vojaška podmornica Kriegsmarine, ki je bila dejavna med drugo svetovno vojno.

## Zgodovina
U-184 je bila po splovitvi in med šolanjem posadke del 4. podmorniške flotilje. Po končanem usposabljanju je kot frontna podmornica postala del 2. podmorniške flotilje.
Na svojo prvo in edino bojno plovbo je izplula 9. novembra 1942 iz Bergna na Norveškem. 17. novembra je jugovzhodno od Grenlandije potopila britansko trgovsko ladjo Widestone.
21. novembra 1942 je podmornica izginila v severnem Atlantiku.

## Poveljniki
| Poveljniki |                 |                   |                                  |
| Št.        | Čin             | Ime               | Poveljstvo                       |
| 1.         | Kapitanporočnik | Günther Dangschat | 29. maj 1942 - 21. november 1942 |

## Tehnični podatki
| Kategorije                                    | Podatki                       |
| --------------------------------------------- | ----------------------------- |
| Teža (t): na površju pod površjem polna Teža  | 1.120 1.232 1.545             |
| Dolžina (m) - tlačni trup (m)                 | 76,76 - 58,75                 |
| Širina (m) - tlačni trup (m)                  | 6,86 - 4,44                   |
| Izpodriv (m)                                  | 4,67                          |
| Višina (m)                                    | 9,6                           |
| Moč (hp): na površju pod podvršjem            | 4.400 1.000                   |
| Hitrost (vozlov): na površju pod podvršjem    | 19 7,3                        |
| Doseg (milja/vozel): na površju pod podvršjem | 13.850/10 63/4                |
| Torpeda/Torpedne cevi                         | 22/6 (4 na premcu, 2 na krmi) |
| Krovni top (mm)                               | 105 (110 granat)              |
| Mine                                          | 44 TMA                        |
| Posadka                                       | 48-56                         |
| Maksimalni potop (m)                          | 230                           |

## Potopljene ladje
| Datum             | Ime                       | Država              | Tonaža    | Usoda                |
| ----------------- | ------------------------- | ------------------- | --------- | -------------------- |
| 17. november 1942 | Widestone (tovorna ladja) | Združeno kraljestvo | 3.192 BRT | potopljena (torpedo) |